# 大夫 (官名)
大夫，古代東亞職官名。中國在春秋戰國時期即有大夫之名，為君主之顧問，無固定員數，亦無固定職務，依詔命行事。

## 歷史

### 中國
《史記·廉頗、藺相如列傳》：“拜相如為上大夫。”屈原曾任楚國三閭大夫，三閭之職，掌王族三姓，曰昭、屈、景。東周春秋時期，楚國七公族（屈、景、昭、斗、成、班、孫）、魯國三桓、鄭國七穆、齊國六貴（高氏、國氏、田氏、鮑氏、欒氏、慶氏）及晉國六卿等卿大夫世家曾逾越封建禮制架空主上國君於國內專擅國政。秦統一六國後，大夫為皇帝近臣，秦有中大夫，爲郎中令屬官。漢代初分為中大夫、太中大夫、諫大夫。漢武帝時，改中大夫為光祿大夫，秩比二千石，為掌議論之官。
民國初年仍有大夫之榮銜存在，例如民初政治家汪有齡在民國4年（1915）任參政院參政暨法律編查會副會長之際，其榮銜即為上大夫。

### 日本
邪马台国的官吏中有大夫负责外交。日本律令制下的大夫是太政官三位以上、寮四位以上、中国（令制國）以下的国司五位以上官員稱號。